# Stellaster tuberculosus
Stellaster tuberculosus is een zeester uit de familie Goniasteridae.
De wetenschappelijke naam van de soort werd in 1865 gepubliceerd door Von Martens.